# Песма Турковизије
Такмичење за песму Турковизије (енг. The Turkvision Song Contest, тур. Türkvizyon Şarkı Yarışması), такође познато као Песма Турковизије, је годишње такмичење за песму коју је креирао турски музички канал ТМБ ТВ, инспирисан форматом Песме Евровизије. Прво издање одржано је у Ескишехиру у Турској у децембру 2013. године. Земље и региони који су говорили турски језик и турске националности имају право да учествују на такмичењу за песму.

## Историја
Турковизија се првенствено фокусира на турске земље и регионе који учествују. Земље и региони учеснице су морали да учествују у полуфиналу. Жири из сваке нације додељује између 1 и 10 поена за сваку пријаву, осим за своју. Од 12 до 15 нација се квалификује се за велико финале где жири одређује победника. ТУРКСОИ је изјавио да ће телегласање бити уведено у будућности, али се то никада није догодило.
У новембру 2020. званична веб страница Турковизије објавила је да се надају да ће такмичење 2021. године одржати у Шуши, Азербејџан. Ово је у децембру 2020. потврдио Ислам Багиров, генерални координатор такмичења, иако је касније откривено да ће се издање 2021. одржати у Туркестану, у Казахстану. Међутим, такмичење 2021. није се остварило.
Дана 1. фебруара 2022. амбасадор туризма Узбекистана објавио је на Твитеру да ће се такмичење 2022. одржати прве недеље јуна 2022. у Фергани, Узбекистан.

## Учешће
Учесници из земаља или региона, које говоре турски или туркијске језике имали су право да се такмиче на годишњим такмичењима за песму Турковизије, као што су Крим, Карачајево-Черкезија и Турска.
На првој Турковизији учествовале су двадесет четири земаља и региона. Било је неколико неуспешних покушаја учешћа. Чувашија, Русија, Туркменистан и Синђијанг су биле једна од првобитних двадесет четири области које су учествовале са првобитним намерама да се такмиче на такмичењу 2013. године, али су се касније повукле из неоткривених разлога.
Руска Омска област је преносила такмичење 2014, али никада нису дали никакву изјаву у вези са учешћем. Делегација другог руског федералног субјекта, Калмикије, присуствовала је такмичењу 2015. године, али није учествовала и није дала никакве накнадне изјаве у вези са учешћем.

### Друге земље
Следеће земље и региони су потврдиле учешће на претходним издањима такмичења, али су се или повукле пре њиховог дебија или је такмичење отказано пре него што су могли:
- Аустрија.[11][12]
- Белгија.[11]
- Чувашија.[11][13]
- Дагестан.[11] Дана 1. јула 2016. године, потврђено је да ће Дагестан дебитовати на званичном такмичењу за песму Турквисион на такмичењу 2016. које ће се одржати у Турској, али је такмичење на крају отказано.[14]
- Грчка.[12]
- Мађарска.[11]
- Кумик. [c] [15] Дана 23. септембра 2015. потврђено је да ће Кумици званично дебитовати на такмичењу 2015 које ће се одржати у Истанбулу, Турска.[16] Међутим, 17. децембра је објављено да Кумик неће дебитовати на такмичењу због тренутног стања међународних односа између Руске Федерације и Турске. Упркос томе, Кумик је одабрао Гулмиру, Фатиму и Камиљу са песмом "Alğa!" да их представља 2015. године. Кумици су изабрали Данијала Харунова за свог уметника 2016. године пре него што је такмичење отказано.[17]
- Летонија.[11][12][18] Дана 29. октобра 2016, објављено је да ће Летонија дебитовати на такмичењу и интерно је одабрала Оксану Билера са песмом „Yakışıyor bize bu sevgi“.[19] Међутим, касније је потврђено да су оба такмичења 2016. отказана због бомбашких напада у Истанбулу у децембру 2016. године .
- Холандија.[20] У октобру 2016. објављено је да ће Холандија дебитовати на такмичењу 2016. у Турској, када је песма „Ana – Vətən“, коју изводи Елцан Рзаиев, најављена као пријава земље.[21] Међутим, такмичење из 2016. је касније отказано. Учешће Холандије на такмичењу 2020 је привремено потврђено у новембру 2020. године, када је иста песма у изведби Елцана Рзајева, поново откривена као холандска пријава за такмичење.[22] Међутим, у децембру 2020, Рзајев се повукао са такмичења због ограничења КОВИД-19 у Холандији, остављајући под сумњом учешће земље на такмичењу.[23]
- Русија.
- Ставропољска покрајина. [c] [11][12] Дана 23. септембра 2015. потврђено је да ће Ногајци дебитовати на такмичењу 2015. које ће се одржати у Истанбулу, Турска.[24] Али касније 23. новембра објављено је да ће они бити представљени као Ставропољски крај. Међутим, такмичење је на крају отказано.
- Шведска. 25. октобра 2016. објављено је да ће Шведска дебитовати на такмичењу 2016. у Турској. Истог дана је објављено да ће Аргаван са песмом „Dirçəliş“ одлетети Швеђанима у Турску.[25] Након што је првобитно одлучила да пошаље своју пријаву из 2016. на такмичење 2020, земља се на крају повукла наводећи немогућност да сними перформансе прихватљиве за такмичење.[26]
- Таџикистан.[11][12]
- Синђан. Требало да дебитује на инаугурационом фестивалу 2013. у Ескишехиру у Турској, али је касније одлучио да не учествује.[11][13]

### Србија на Турковизији
Детаљније: Србија на Турковизији
Србија је на Турковизији учествовала 2 пута, 2015. године и 2020. године, такмичење је преносила РТВ Нови Пазар.

## Победници

### По години
| Година | Град домаћин | Победник   | Песма                   | Извођач         |
| ------ | ------------ | ---------- | ----------------------- | --------------- |
| 2013   | Ескишехир    | Азербејџан | "Yaşa"                  | Фарид Хасанов   |
| 2014   | Казањ        | Казахстан  | "Izin kórem"            | Зханар Дугалова |
| 2015   | Истанбул     | Киргистан  | "Kim bilet" (Ким билет) | Јидеш Идирисова |
| 2020   | Истанбул     | Украјина   | "Tikenli yol"           | Натали Папзоглу |
| 2022   | Бурса        |            |                         |                 |

### По језику
| Побеђује | Језик         | Године | Држава     |
| -------- | ------------- | ------ | ---------- |
| 1        | азербејџански | 2013   | Азербејџан |
| 1        | гагаушки      | 2020   | Украјина   |
| 1        | казахстански  | 2014   | Казахстан  |
| 1        | киргиски      | 2015   | Киргистан  |

## Домаћини
| Домаћини | Држава/регија | Град      | Године |
| -------- | ------------- | --------- | ------ |
| 4        | Турска        | Ескишехир | 2013   |
| 4        | Турска        | Истанбул  | 2015   |
| 4        | Турска        | Истанбул  | 2020   |
| 4        | Турска        | Бурса     | 2022   |
| 1        | Татарстан     | Казањ     | 2014   |